# Corrado Wolf
Corrado Wolf (fl. XIX secolo) è stato un artigiano tedesco del XIX secolo.
Nato a Norimberga, fu costruttore di strumenti scientifici a Firenze e membro dell'Accademia dei Georgofili. Wolf risulta attivo dal 1830 al 1870 circa. Nella sua officina, che nel 1869 era situata in Via dei Serragli 51 a Firenze, lavorò anche Angiolo Poggiali.
Fu uno dei costruttori preferiti dal fisico Leopoldo Nobili (1784-1835), che gli commissionò numerosi strumenti. Nelle sue Memorie (Firenze, 1834) Nobili esprime la sua stima per il costruttore: "Le calamite coniugate sono d'una bellissima esecuzione; escono come la più gran parte degli altri miei apparati dall'officina d'un abilissimo macchinista, il Sig. Wolf, il quale mi presta l'opera sua con piena mia soddisfazione, e con vantaggio reale della scienza".